# یخچال مغناطیسی

گادولینیم گرما را در میدان مغناطیسی به بالا می‌راند و انرژی گرمایی در محیط منتشر می‌شود.

یخچال مغناطیسی (انگلیسی: Magnetic refrigeration) فناوری سرمایش با استفاده از اثر گرمامغناطیسی است.
برای این منظور معمولاً سرمایش مغناطیسی بر اساس تغییر آنتروپی، به وسیلهٔ اثر یک میدان مغناطیسی بر یک ماده پارامغناطیسی یا مغناطیسی تولید می‌گردد.
مواد پیزوالکتریک و مگنتوکالریک وقتی تحت نوسانات دمایی قرار می‌گیرند به ترتیب ولتاژ و میدان مغناطیسی تولید می‌کنند. عکس این خاصیت نیز در این مواد برقرار است. از این رو این مواد کاربردهای گرمایشی و سرمایشی و قابلیت تولید توان الکتریکی جهت استفاده در سنسورها و وسایل الکترونیکی را دارند.
در ترکیبات خانواده Gd5(SixGe1-x)4، اثراتی همچون اثر مغناطیس گرمایشی،  تنش و مقاومت  مغناطیسی قابل توجهی هستند. ترکیب Gd5Si4 نیز به دلیل دارا بودن گذار فاز مغناطیسی قابل توجهی در دمای نزدیک به اتاق می‌باشد. تغییرات در چگالی الکترونی حالات مختلف این مواد نشان از تغییر هیبریداسیون بین حالات d5 Gd و p4 Geدارد. این تغییر هیبریداسیون موجب تغییر در قدرت مغناطیسی ترکیب و ایجاد حالات مختلف مغناطیسی در این ترکیب بین-فلزی می‌شود.
شایان ذکر است که حالات مختلف مغناطیسی به تغییر در نوع پیوندهای شیمیایی وابسته است. تغییر اساسی در تعداد کل الکترونهای اقلیت و اکثریت نشان از تغییر در گشتاورهای مغناطیسی از یک شکل ترکیب به شکل دیگر دارد. کاهش قابل توجه اندرکنش تبادلی بین اسپین‌هایf4 اتمهای Gd که علاوه بر کاهش چگالی الکترونهای d5، در کاهش شکافتگی باند d5 در نزدیکی سطح فرمی نیز خود را بخوبی نشان می‌دهد، بیانگر حالت زمینه آنتی‌فرومغناطیس در ترکیب Gd5Ge4 می‌باشد.

## تاریخچه
این اثر نخستین بار توسط پیر ویس و اگوست پیکار در سال ۱۹۱۷ میلادی مشاهده شد و مبانی آن در سال ۱۹۲۶ توسط پیتر دبای و ویلیام جیوک، در سال ۱۹۲۷، تشریح شد.